# Arado de discos

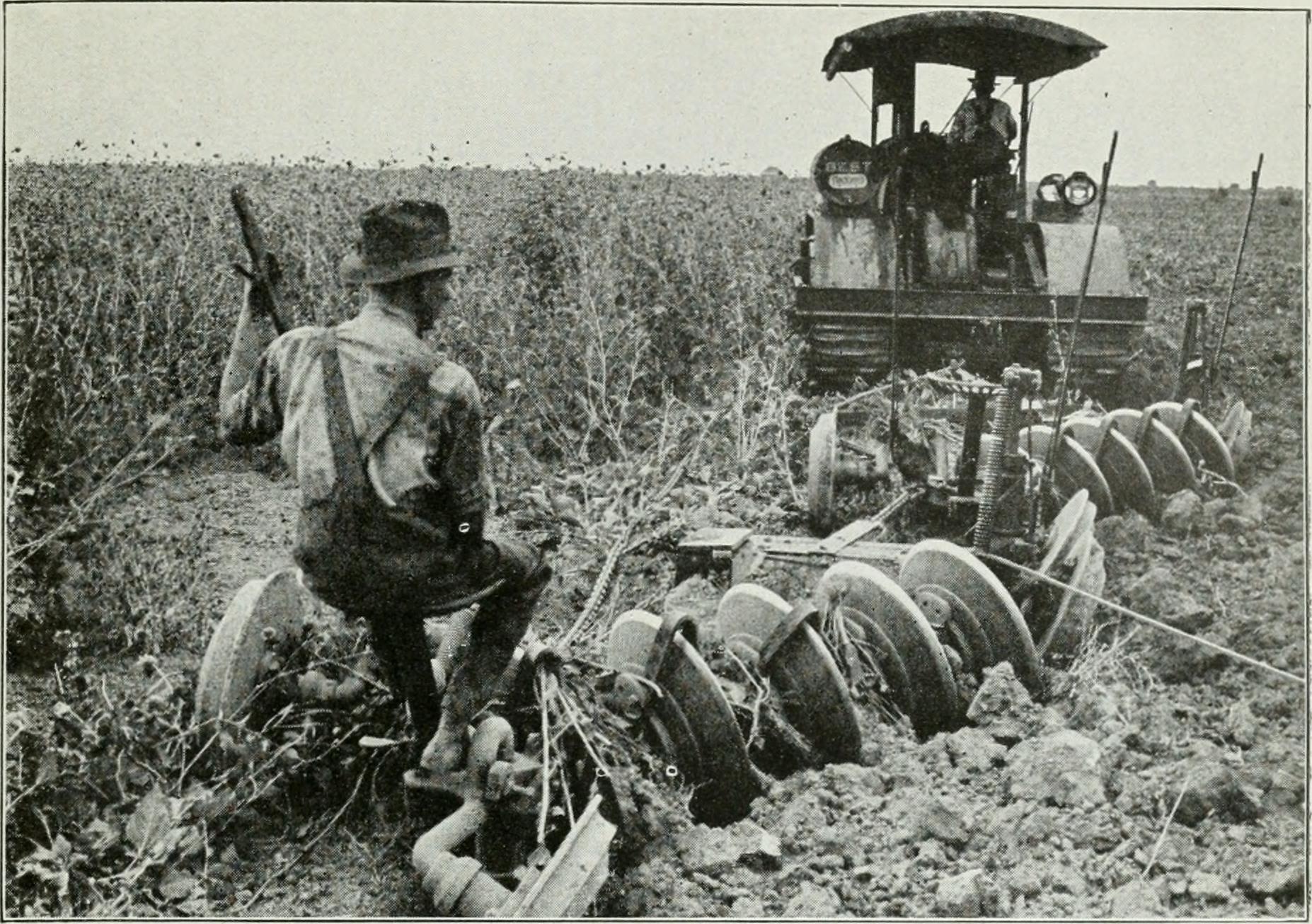
Arando con dos arados de disco en tándem en Estados Unidos, primera mitad del.

El arado de discos es un apero que en lugar de cortar y voltear el pan de tierra con una reja y vertedera lo hace con un casquete esférico (“disco”). Cada casquete, en caso de ser varios, gira sobre un eje independiente, impulsado por el movimiento de avance del arado. Los casquetes forman un ángulo de 40° a 45° con respecto a la dirección de avance (ángulo de ataque) y entre 10° y 20° en relación con la vertical.

## Descripción, tipos y usos

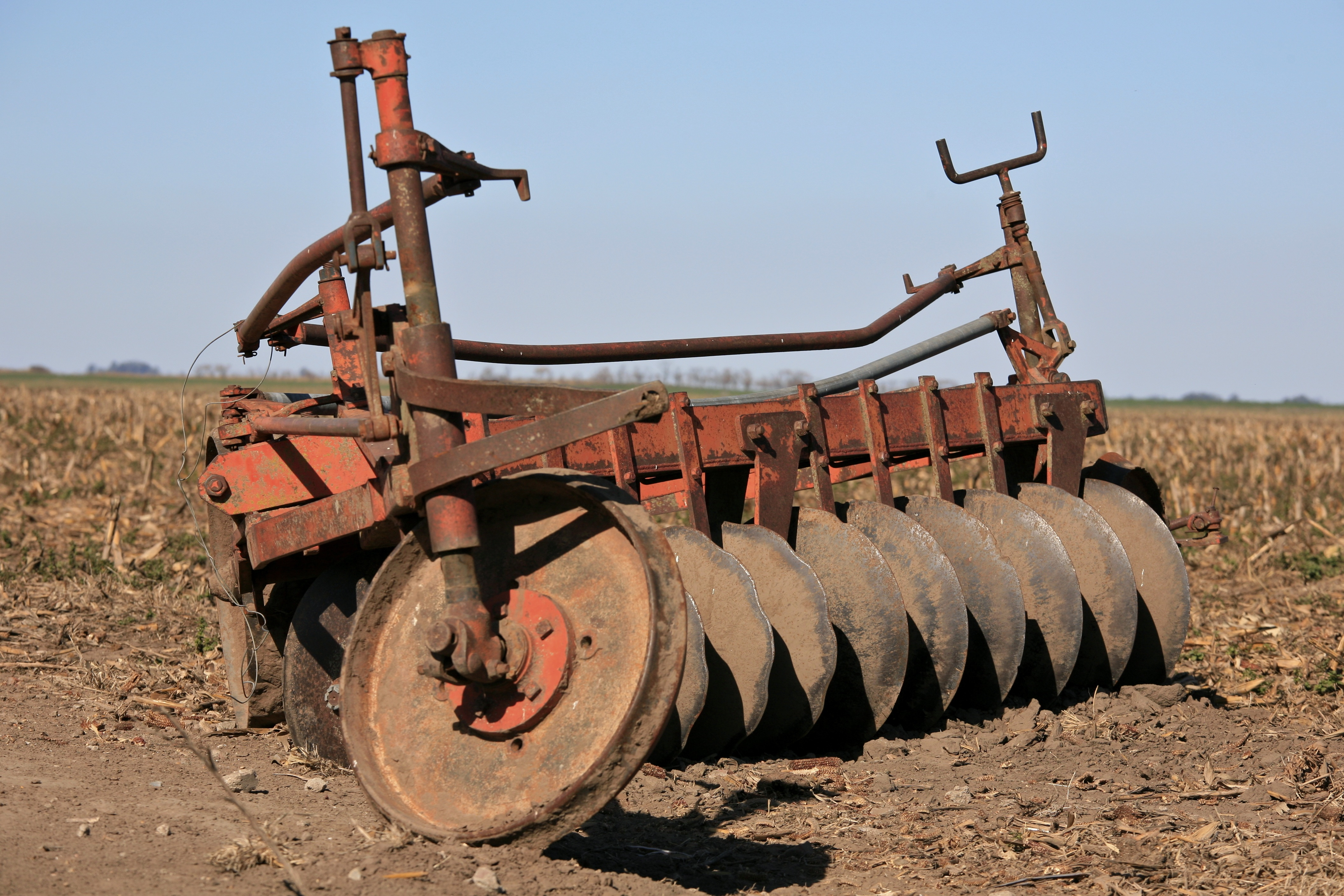
Arado-rastra para tractor.

Otro tipo de arado de discos es el arado-rastra, arado rastrojero, múltiple o rastrón barbechero. Como su nombre lo sugiere, combina características del arado de discos con las de las rastras de discos. A diferencia del arado de discos, todos los discos se hallan montados sobre un mismo eje, separados por bujes, girando solidarios al desplazarse la máquina. Con las rastras de discos livianas se distingue por los discos más grandes, de 24 a 26 pulgadas (60–66 cm).
El arado-rastra realiza una labor más superficial que el arado de discos, no enterrado la vegetación o rastrojo, sino dejándolos mezclados con la tierra. Se usa en suelos livianos, arenosos, donde con una sola pasada la tierra queda en condiciones de ser sembrada. En algunos casos, incluso, se le agrega un cajón sembrador a fin de realizar la labranza y siembra en una sola operación (labranza mínima).
Entre las ventajas del arado de disco se destaca que los discos son autoafilantes, a diferencia el arado de reja y vertedera que requiere desmontar y afilar periódicamente las rejas. Debido al giro de los discos, también el desgaste es menor que en el de rejas. Otra ventaja es el mayor desmenuzamiento de la tierra. Entre las desventajas cabe señalar que por lo general sólo pueden trabajar a menor profundidad que los arados de reja y vertedera.
Tanto los arados como las demás máquinas de labranza van perdiendo gradualmente en importancia en los cultivos extensivos debido a la creciente difusión de la siembra directa.

### Arados estirados por animales

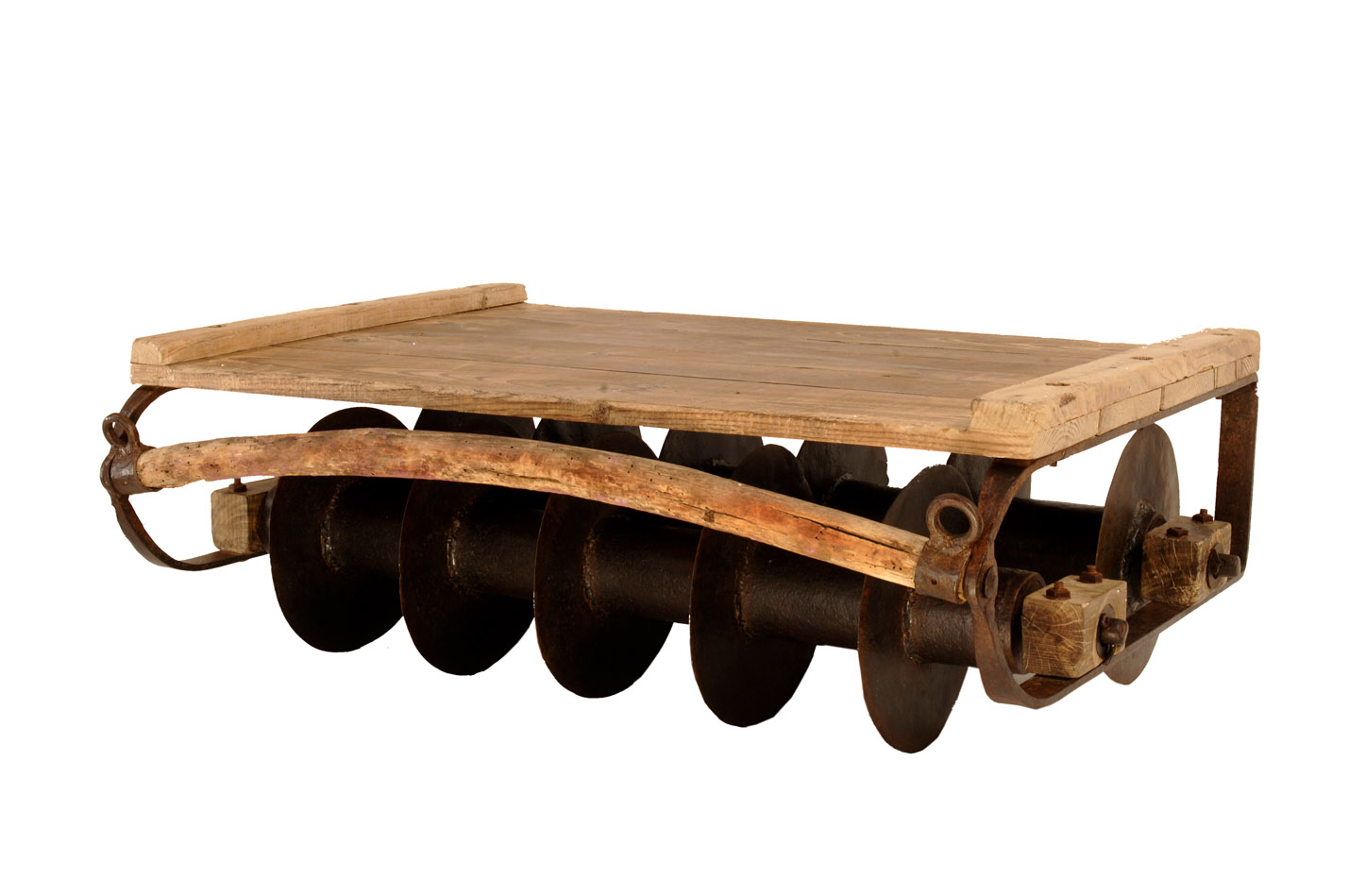
Arado de disco tradicional Museo Valenciano de Etnología.

El arado de discos tirado por ganado se llamada "tròlec", carrito de platos, carro de platos, rulo de platos, cortadora o grada de discos.
Es una estructura rectangular hecha de barras de madera. El marco inferior lleva dos ejes que pueden ser de madera o hierro, y que van en planos verticales diferentes. Cada eje lleva un número de ruedas, por lo que la herramienta tiene siete u ocho en total. La parte superior está cubierta de una plataforma de tablas de madera, desde donde el agricultor dirige los animales de tiro, normalmente una única bestia.
La bestia se engancha por medio de los tirantes a las argollas situadas en la parte delantera de la herramienta.
El tròlec, en el cultivo del arroz, se pasa cuando hay poca agua. Con el movimiento de sus ruedas remueve la tierra y hunde el abono verde. También se usa para abrir la tierra y facilitar la penetración del sol, e incrementar la evaporación y la filtración. Esta operación se llama "fanguear".